# NGC 7215
NGC 7215 este o galaxie situată în constelația Vărsătorul. A fost descoperită în 11 august 1864 de către Albert Marth. Se află la o distanță de 58 de megaparseci de Pământ.